# شهرستان دزپارت
شهرستان دزپارت یکی از شهرستان‌های استان خوزستان ایران است. مرکز این شهرستان، شهر دهدز است.
این شهرستان در تاریخ ۲۷ تیر ۱۴۰۰ از شهرستان ایذه جدا شد و مستقل گردید.

## پیشینه تقسیماتی
دزپارت همزمان با دهکرد (شهرکرد) و کرج در سال ۱۳۱۱ خورشیدی براساس تقسیمات کشوری تبدیل به بخش شد و از آن زمان تا چندی پیش، به صورت بخشداری دهدز اداره می‌شد.

## موقعیت جغرافیایی
شهرستان دزپارت از شمال شرقی تا شرق با شهرستان اردل استان چهارمحال و بختیاری، از شمال غربی با شهرستان ایذه، از غرب تا جنوب غربی با شهرستان باغ‌ملک، از جنوب شرقی با شهرستان لردگان استان چهارمحال و بختیاری و از جنوب با شهرستان کهگیلویه استان کهگیلویه و بویراحمد همسایه است.

## تقسیمات کشوری
شهرستان دزپارت دارای ۲ بخش، ۴ دهستان و ۱ شهر به شرح زیر است:

### شهرستان دزپارت
| بخش   | مرکز بخش | جمعیت بخش ۱۳۹۵ | نام دهستان      | مرکز دهستان  | جمعیت دهستان ۱۳۹۵ | شهر              | جمعیت شهر ۱۳۹۵   |
| ----- | -------- | -------------- | --------------- | ------------ | ----------------- | ---------------- | ---------------- |
| مرکزی | دهدز     | ۱۳٬۰۴۰ نفر     | دنباله‌رود شمالی | ده‌کیان       | ۳٬۹۷۷ نفر         | دهدز             | ۵٬۴۹۰ نفر        |
| مرکزی | دهدز     | ۱۳٬۰۴۰ نفر     | دهدز            | ده‌کهنه موزرم | ۳٬۵۷۳ نفر         | دهدز             | ۵٬۴۹۰ نفر        |
| قارون | ملاح     | ۶٬۳۱۱ نفر      | دنباله‌رود جنوبی | برآفتاب فاضل | ۳٬۷۴۳ نفر         | **************** | **************** |
| قارون | ملاح     | ۶٬۳۱۱ نفر      | شیوند           | نوشیوند      | ۲٬۵۶۸ نفر         | **************** | **************** |

## جمعیت
بر پایه سرشماری عمومی نفوس و مسکن در سال ۱۳۹۵، جمعیت شهرستان دزپارت برابر با ۱۹٬۳۲۱ نفر بوده است.